# Tabardilla Romana
Tabardilla Romana es el nombre de una variedad cultivar de manzano (Malus domestica). Esta manzana es originaria de Galicia, está cultivada en la colección de árboles frutales y banco de germoplasma de Mabegondo con el Nº 88; ejemplares procedentes de esquejes localizados en el San Cosme de Nogueirosa, parroquia del municipio de Puentedeume (La Coruña).

## Sinónimos
- "Manzana Tabardilla Romana",[4][5]
- "Maceira Tabardilla Romana".

## Características
El manzano de la variedad 'Tabardilla Romana' tiene un vigor vigoroso. Tamaño grande y porte erguido.
Época de inicio de brotación a partir del 4 de abril y de floración a partir de 27 de abril.
Las hojas tienen una longitud del limbo de tamaño medio, con la máxima anchura del limbo ancha. Longitud de las estípulas es media y la máxima anchura de las estípulas es ancha. Denticulación del borde del limbo es serrado, con la forma del ápice del limbo acuminado y la forma de la base del limbo es obtuso. Con subestípulas presentes.
Sus flores tienen una longitud de los pétalos media, anchura de los pétalos es media, disposición de los pétalos en contacto
entre sí, con una longitud del pedúnculo larga.
La variedad de manzana 'Tabardilla Romana' tiene un fruto de tamaño grande, de forma plana, de color bicolor, con chapa lavada, e intensidad media. Epidermis de textura desigual, con pruina en su superficie y con presencia de cera débil. Sensibilidad al "russeting" (pardeamiento áspero superficial que presentan algunas variedades) medianamente sensible. Con lenticelas de tamaño mediano.
Los sépalos están dispuestos de forma parcialmente replegados, y superpuestos en su base; su fosa calicina es profunda y de una anchura media. Pedúnculo de grosor grueso y de longitud largo, siendo la cavidad peduncular de una profundidad media y de anchura media. Con pulpa de color blanca, cuya firmeza es firme y textura harinosa; su jugosidad es jugosa, con sabor de acidez media, y poco aromática.
Época de maduración y recolección es el 20 de septiembre. 'Tabardilla Romana' es una manzana que su destino es la conservación de esta variedad en el banco de germoplasma de Mabegondo como reserva genética.

## Susceptibilidades
- Oidio: ataque medio
- Moteado: no presenta
- Raíces aéreas: no presenta
- Momificado: no presenta
- Pulgón lanígero: no presenta
- Pulgón verde: ataque débil
- Araña roja: no presenta
- Chancro del manzano: no presenta[3]